# Гаммерман, Адель Фёдоровна
Аде́ль Фёдоровна Гаммерма́н (Адель-Луиза Фридриховна, 14 ноября (26 ноября) 1888, Санкт-Петербург — 17 июня 1978, Ленинград) — советский фармакогност, педагог, специалист по микро- и макроанализу лекарственного растительного сырья. Основатель школы российских специалистов по изучению лекарствоведения тибетской и отчасти арабской традиционных медицин.

## Биография
Родилась в немецкой семье потомственных фармацевтов. Прадед Адели прибыл в Санкт-Петербург в начале XVIII века и открыл аптеку, которой владели затем её дед и отец (до 1918 года); мать — из семьи богемских немцев-стекольщиков, приехавших в Россию при Петре I.
Первоначальное образование и воспитание получила в училище Святой Анны, которое окончила в 1907 году, затем поступила в аптекарские ученики и после шести лет работы выдержала экзамены на звание помощника аптекаря. В 1913 году в Юрьеве поступила на частные медицинские курсы для получения фармацевтического образования, а в 1915 году экстерном сдала экзамены при Юрьевском университете на провизора.
В этом же году возвратилась в Петербург и была принята в Петербургское фармацевтическое общество, став первой женщиной, удостоенной членства в этом научном обществе. Работала лаборантом в химической и бактериологической лаборатории доктора Укке при научном обществе.
В 1916 году приняла участие в экспедиции в Среднюю Азию, где в Пржевальске изучала качество опия, получаемого из мака, собранного на только что созданных в Семиречье плантациях.
В условиях революционного времени А. Ф. Гаммерман не смогла вернуться в Петроград и была вынуждена некоторое время работать в аптеке эмира бухарского. Находясь в Бухаре, она совершала ботанические экскурсии в окрестности города, изучала местные лекарственные растения и восточную медицину.
Вернувшись в 1919 году в Петроград, А. Ф. Гаммерман работала в аптеке и поступила на 3-й курс только что открывшегося Петроградского химико-фармацевтического института, который окончила в 1922 году.
В 1922—1966 годах — сотрудник Ленинградского химико-фармацевтического института (ЛХТИ): ассистент (1922), доцент (1932), профессор (1935), заведующий кафедрой фармакогнозии Ленинградского химико-фармацевтического института (1934—1966). Одновременно с работой в ЛХТИ в 1922—1938 годах — сотрудник Ботанического музея АН СССР.
В связи с отсутствием учебной нагрузки по Ленинградскому химико-фармацевтическому институту в 1953—1954 учебном году А. Ф. Гаммерман переехала в Пятигорск, где с 22.09.1953 по 26.09.1955 заведовала кафедрой фармакогнозии Пятигорского фармацевтического института (с 2012 г. Пятигорский медико-фармацевтический институт).
Умерла 17 июня 1978 года в Ленинграде, похоронена на Парголовском кладбище.

## Научная деятельность
В 1936 году А. Ф. Гаммерман присуждена степень кандидата биологических наук (по разделу ботаники) без защиты диссертации. В феврале 1941 года она защитила диссертацию «Обзор лекарственных растений восточной медицины» на степень доктора фармацевтических наук.
Автор и соавтор ряда монографий, руководств, учебных пособий, научно-популярных книг по лекарственным растениям и прежде всего учебника по фармакогнозии, выдержавшего шесть изданий, определителей резаного и порошкованного лекарственного растительного сырья.
А. Ф. Гаммерман неоднократно участвовала в ботанических экспедициях: в Среднюю Азию (1926), Бурят-Монголию (1931, 1933), Грузию (1936), Сибирь, Дальний Восток России, Приморье. Она проделала значительную работу по изучению видового состава не только отечественной лекарственной флоры, но и лекарственных растений, применяемых в восточной медицине, описала богатейшую коллекцию туркестанского и тибетского сырья.
Стараниями А. Ф. Гаммерман в учебный план Пятигорского фармацевтического института была введена практика по фармакогнозии и определены её базы (Кобулети (Грузия), Теберда, Ялта (Никитский ботанический сад), Краснодар, Нальчик, Армавир (Россия). Для развития ботанического сада института А. Ф. Гаммерман в 1955 г. лично выезжала в Грузию для приобретения семян.
А. Ф. Гаммерман состояла членом ряда комиссий и комитетов, деятельность которых была связана с изучением лекарственных растений и подготовкой научно-технической документации на лекарственное растительное сырьё. В том числе она была научным консультантом Академии материальной культуры СССР (1927—1933), членом стандартной комиссии по лекарственному техническому сырью Внешторга и Комиссии по изучению восточной медицины при учёном совете Наркомздрава СССР, бессменным с 1937 года членом фармакопейного комитета и учёного совета Минздрава СССР, членом Проблемной комиссии Президиума Академии медицинских наук СССР по изысканию новых способов изготовления лекарств и методов их анализа.
Благодаря энергии Гаммерман фармакогнозия из небольшого курса стала одной из ведущих дисциплин фармацевтического образования в СССР. Ею введены в фармакогнозию микрохимический анализ и анализ измельчённого лекарственного растительного сырья, заложены основы ресурсоведения.

### Основные научные труды
- Гаммерман А. Ф. Краткий очерк лексырья туркестанской народной медицины // Тр. Всерос. фармацев. совещания. — 1927.
- Гаммерман А. Ф., Шупинская М. Д. Предварительное химическое исследование лекарственного сырья Тибетской медицины, собранного в Забайкальской экспедиции ВИЭМ // Фармация и фармакология. — М., 1937. — Вып. 3, 4.
- Гаммерман А. Ф. Обзор лекарственных растений восточной медицины / Докт. дисс.. — Л., 1940.
- Гаммерман А. Ф. Обзор лекарственных растений Туркмении // Тр. Туркменского филиала АН СССР. — 1942. — Вып. 2.
- Гаммерман А. Ф., Никитин А. А., Николаева Т. Л. Определитель древесин по микроскопическим признакам с альбомом микрофотографий. — М.—Л.: Изд-во АН СССР, 1946. — 144 с.
- Гаммерман А. Ф. Определитель растительного лекарственного сырья. — Л.: Медгиз, 1952.
- Гаммерман А. Ф.,  Шасс Е. Ю. Схематические карты распространения важнейших лекарственных растений (64 карты) / Отв. ред. Е. Г. Бобров. — М.—Л.: АН СССР, 1954. — С. 138.
- Уткин Л. А., Гаммерман А. Ф., Невский В. А. Библиография по лекарственным растениям. Указатель отечественной литературы: рукописи XVII-XIX вв., печатные издания 1732-1954 гг. — М.—Л.: Изд-во АН СССР, 1957. — 727 с.
- Гаммерман А. Ф., Семичов Б. В. Словарь тибетско-латино-русских названий лекарственного растительного сырья, применяемого в тибетской медицине. — Улан-Удэ, 1963. — 80 с..
- Гаммерман А. Ф., Семёнова М. Н. Литературные сведение о противораковых растительных лекарственных средствах // Тр. Ленинг. хим.-фармац. ин-та. — Л., 1965. — Т. 8. — С. 3—27.
- Гаммерман А. Ф. Применение солодки в медицине народов Востока // Вопросы изучения и использования солодки в СССР. — М.—Л.: Наука, 1966. — С. 15—18.
- Гаммерман А. Ф., Гром И. И. Целебные растения. — М.: Медгиз, 1967. — 80 с. — (Медицинская научно-популярная литература).
- Гаммерман А. Ф. Курс фармакогнозии. — 6-е изд., перераб. и доп.. — Л.: Медицина, 1967. — 703 с.
- Гаммерман  А. Ф., Муравьёва Д. А. Фармация. — 1967.
- Гаммерман А. Ф., Кузнецова М. А. Народные лекарственные растения Ярославской области и их применение в других областях лесной зоны // Тр. Всес. съезда фармацевтов. — М., 1970. — С. 369—377.
- Муравьева Д. А., Гаммерман А. Ф. Тропические и субтропические лекарственные растения. — М.: Медицина, 1974. — 232 с.
- Гаммерман А. Ф., Гром И. И. Дикорастущие лекарственные растения СССР. — М., 1976. — 286 с.
- Гаммерман А. Ф., Кадаев Г. Н., Яценко-Хмелевский А. А. Лекарственные растения (Растения-целители): Справ.  пособие. — 4-е изд., испр. и доп. — М.: Высш. шк, 1990. — 544 с..

## Увековечивание памяти А. Ф. Гаммерман
С 1 по 3 февраля 2011 года в Санкт-Петербургской государственной химико-фармацевтической академии прошла научно-методическая конференция, посвящённая вопросам фармакогнозии (I Гаммермановские чтения), в ходе которой было предложено в будущем проводить Гаммермановские чтения с периодичностью в два-три года.
C 3 по 6 февраля 2014 года в СПХФА состоялись вторые Гаммермановские чтения. Участники конференции посетили могилу Адели Федоровны, возложили цветы.